# Данди, Анджело
А́нджело Данди́ (англ. Angelo Dundee, при рождении Анджело Мирена; 30 августа 1921 — 1 февраля 2012 года, Тампа, штат Флорида) — американский тренер по боксу, подготовивший более дюжины чемпионов мира в различных весовых категориях, среди прочих работавший с Мохаммедом Али, Шугаром Рэем Леонардом, Джорджем Форманом, Пинклоном Томасом, Карменом Базилио, Вильфредо Гомесом. Нетипично для выходцев из Филадельфии, Данди предпочитал преподавать классическую (практически европейскую) технику бокса и практиковал мягкий подход к подготовке боксёров. Али сравнивал своих предыдущих тренеров с рабовладельцами, в то время как Данди за много лет их совместной работы ни разу не повысил на него голос.

## Биография
Во время Второй мировой войны Анджело служил в армии, там он познакомился с боксом и неоднократно был секундантом любительских боёв. Интересно, что за исключением нескольких попыток участия в поединках во время службы, сам Анджело никогда не выходил в ринг даже в качестве любителя.
После войны Анджело переехал в Нью-Йорк, где его брат Крис уже был достаточно известным боксёрским менеджером. Братья начали работать вместе, и Анджело начал проводить много времени в спортивных залах, общаясь с известными боксёрскими тренерами того времени. В 1950 году Анджело стал менеджером боксёра Билла Босио, а двумя годами позже — главным секундантом Кармена Базалио, который под его руководством последовательно завоевал чемпионские пояса во втором полусреднем и среднем весах.
Самым известным подопечным Данди стал знаменитый боксёр Мохаммед Али. Данди, переживая с Али все его взлёты и падения, тренировал и был угловым боксёра до октября 1980 года. В то же время Данди работал в качестве тренера и с другими боксёрами. В 1963 году, в течение одного вечера, два его воспитанника, Шугар Рамос и Луис Родригес, завоевали чемпионские пояса. В том же году два других подопечных Данди, Ральф Дьюпэс и Вилли Пастрано, стали чемпионами мира. Ещё один воспитанник Анжело Данди, Хосе Наполес, стал чемпионом во втором полусреднем весе в 1969 году.
В 2003 году Анджело Данди работал консультантом на съемках фильма «Нокдаун» с Расселом Кроу о жизни американского боксера Джеймса Брэддока.
В начале 2012 года А. Данди был доставлен в больницу с диагнозом «тромбоз сосудов» и скончался от инфаркта.

## Память
- Имя Анжело Данди было увековечено в Международном зале боксёрской славы в 1994 году[3]
- В фильме «Али» роль Данди исполнил актёр Рон Сильвер
- В фильме «Величайший» роль Данди исполнил актёр Эрнест Боргнайн